# Eremophila biserrata
Eremophila biserrata är en flenörtsväxtart som beskrevs av R.J. Chinnock. Eremophila biserrata ingår i släktet Eremophila och familjen flenörtsväxter. Inga underarter finns listade i Catalogue of Life.